# Drosophila auriculata
Drosophila auriculata är en tvåvingeart som beskrevs av Masanori Joseph Toda 1988.

## Taxonomi och släktskap
Drosophila auriculata ingår i släktet Drosophila och familjen daggflugor.

## Utbredning
Artens utbredningsområde är Myanmar.